# Parco nazionale dei Fiordi di Kenai
Il parco nazionale dei Fiordi di Kenai (in inglese: Kenai Fjords National Park) è un parco nazionale fondato nel 1980 e situato in Alaska (Penisola di Kenai), negli Stati Uniti d'America.

## Storia
Il parco nazionale dei Fiordi di Kenai è stato istituito inizialmente dal presidente Jimmy Carter il 1º dicembre 1978 e confermato definitivamente con il "Alaska National Interest Terre Conservation Act" del 1980. Il quartiere generale del parco si trova a Seward.
Gli insediamenti umani (da parte dei nativi) sono pochi sia al momento della creazione del parco che nel passato. Da alcune ricerche archeologiche sono stati trovati alcuni siti di villaggi abitati in varie riprese dal 950 d.C. in poi.

## Geografia

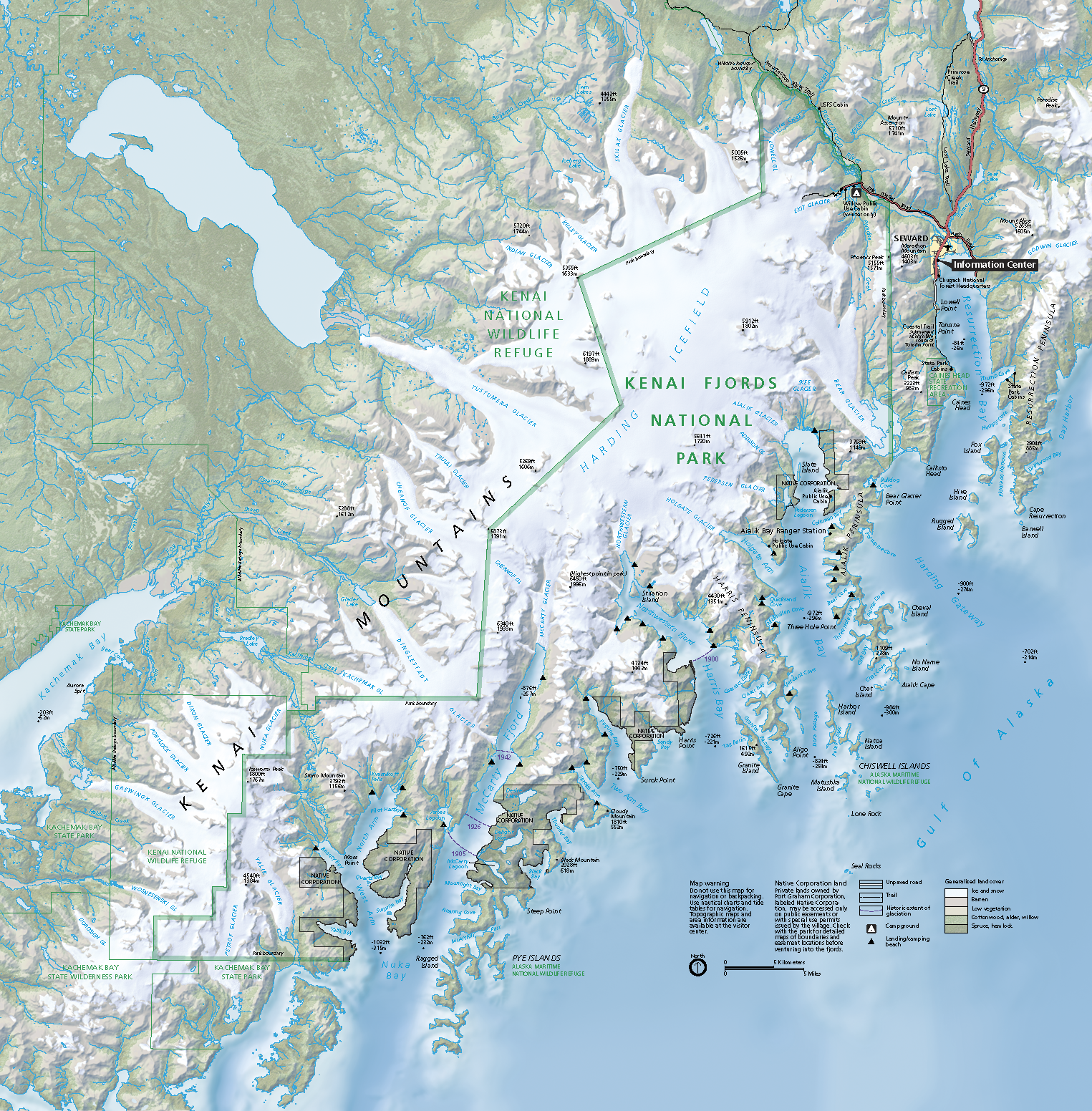
Map of Kenai Fjords National Park Also see [http://www.nps.gov/kefj/planyourvisit/upload/KEFJ-Park-map1-2012.pdf resolution adjustable pdf map

Il parco si trova sul lato sud-orientale della penisola di Kenai (a circa 210 km a sud della città di Anchorage) bagnato dalla Resurrection Bay e per la maggior parte dal golfo dell'Alaska. Il parco è delimitato a ovest dal Kenai National Wildlife Refuge e a sud dal Kachemak Bay State Park.
La caratteristica più evidente del parco sono gli innumerevoli fiordi scavati dal ghiaccio che scendono ripidi al mare. Si contano almeno 38 ghiacciai, il più grande del quale è il ghiacciaio dell'Orso. I fiordi sono delle strette valli glaciali in parte sommerse sotto il livello del mare formate da una combinazione di innalzamento del livello del mare e cedimento del terreno sotto il peso del ghiaccio. Al centro del parco c'è l'imponente campo di ghiaccio Harding lungo più di 100 km (uno dei campi di ghiaccio più grande negli Stati Uniti).
I fiordi più significativi sono: 
| Nome          | Lunghezza (approssimativa) | Coordinate             |
| ------------- | -------------------------- | ---------------------- |
| Aialik Bay    | 38 km                      | 59°47′55″N 149°43′28″W |
| Harris Bay    | 21 km                      | 59°45′57″N 149°59′47″W |
| McCarty Fjord | 44 km                      | 59°33′43″N 150°22′43″W |
| Nuka Bay      | 12 km                      | 59°24′16″N 150°35′28″W |

I ghiacciai più importanti sono:
| Nome                  | Coordinate             |
| --------------------- | ---------------------- |
| Lowell Glacier        | 60°12′02″N 149°45′11″W |
| Exit Glacier          | 60°10′25″N 149°40′33″W |
| Bear Glacier          | 60°02′01″N 149°38′16″W |
| Aialik Glacier        | 59°57′34″N 149°46′52″W |
| Holgate Glacier       | 59°51′59″N 149°53′59″W |
| Northhwestern Glacier | 59°50′31″N 150°04′03″W |
| McCarty Glacier       | 59°46′54″N 150°13′42″W |
| Yalik Glacier         | 59°30′35″N 150°45′42″W |

Il punto più alto è un picco senza nome di 1.970 metri nelle montagne Kenai.

## Geologia
Il parco è stato plasmato dalla tettonica delle placche in particolare per subduzione della placca del Pacifico sotto la placca nordamericana. La base dei fiordi può essere profonda da 180 a 300 sotto il livello del mare. La placca del Pacifico del Nord ha portato una varietà di rocce contro la costa, in modo che la regione costiera è una miscela di rocce che hanno avuto origine altrove.
Il 51% del parco è ricoperto dal ghiaccio. I primi ghiacciai si sono formati circa 23.000 anni fa (più o meno alla fine dell'ultima era glaciale - L'Alaska rimase per la maggior parte libera dal ghiaccio a causa delle condizioni aride del clima.).

## Ecologia
Il parco ospita una varietà di mammiferi terrestri tra cui il lupo dell'Alaska, il porcospino nordamericano, la lince canadese, l'orso bruno, l'orso nero americano, l'alce dell'Alaska e la capra di montagna. 
Piccoli mammiferi come il coyote, il castoro americano e la lontra di fiume nordamericana. 
I mammiferi marini sono la lontra di mare, la foca comune e il leone marino di Steller. 
I seguenti cetacei sono stati avvistati nelle acque del parco: l'orca, la balenottera comune, la megattera, la focena di Dall e il lagenorinco dai denti obliqui (un delfino del Pacifico). 
Inoltre molti uccelli nidificano nelle varie aree del parco quali: l'aquila calva, il falco pellegrino, la gazza nera, la ghiandaia di Steller. Mentre gli uccelli marini sono: la pulcinella di mare, l'ùria comune e l'urietta marmorizzata.
Le comunità vegetali nel parco sono modellate dal ritiro dei ghiacciai. Le prime piante a comparire sulle pietre quasi prive di terra sono licheni e muschi. Quindi compaiono alcune piante da fiore molto resistenti come il fireweed nano e il dryas giallo. Queste piante pioniere sono seguite da altre capaci di fissare l'azoto come l'ontano verde, in questo modo il terreno si arricchisce ulteriormente. I salici e gli ontani sono poi seguiti dai pioppi e dai pecci di Sitka (Peccio nordamericano). A questo punto si forma anche un ricco sottobosco di vari arbusti ( mirtilli di Alaska, sambuco, barba di capra rossa, liliacee di vario tipo e felce femmina).
Questo più o meno al livello del mare; a quote più elevate le condizioni si fanno più difficili. La linea degli alberi nel parco si trova tra 230 - 300 m s.l.m..

## Punti di accesso e turismo
Il migliore punto di accesso per il parco è la cittadina di Seward. Nel periodo di maggior turismo giornalmente partono da questo luogo escursioni di un giorno per visitare la fauna e soprattutto i vari ghiacciai marini del parco. In maggioranza le escursioni sono concentrate nella Resurrection Bay.
Un altro punto facilmente raggiungibile in automobile è il ghiacciaio Exit. Pochi chilometri prima di Seward un bivio a destra conduce dopo circa 10 km al parcheggio dal quale alcuni facili sentieri portano verso delle piazzole di osservazione del ghiacciaio.

### Panorami

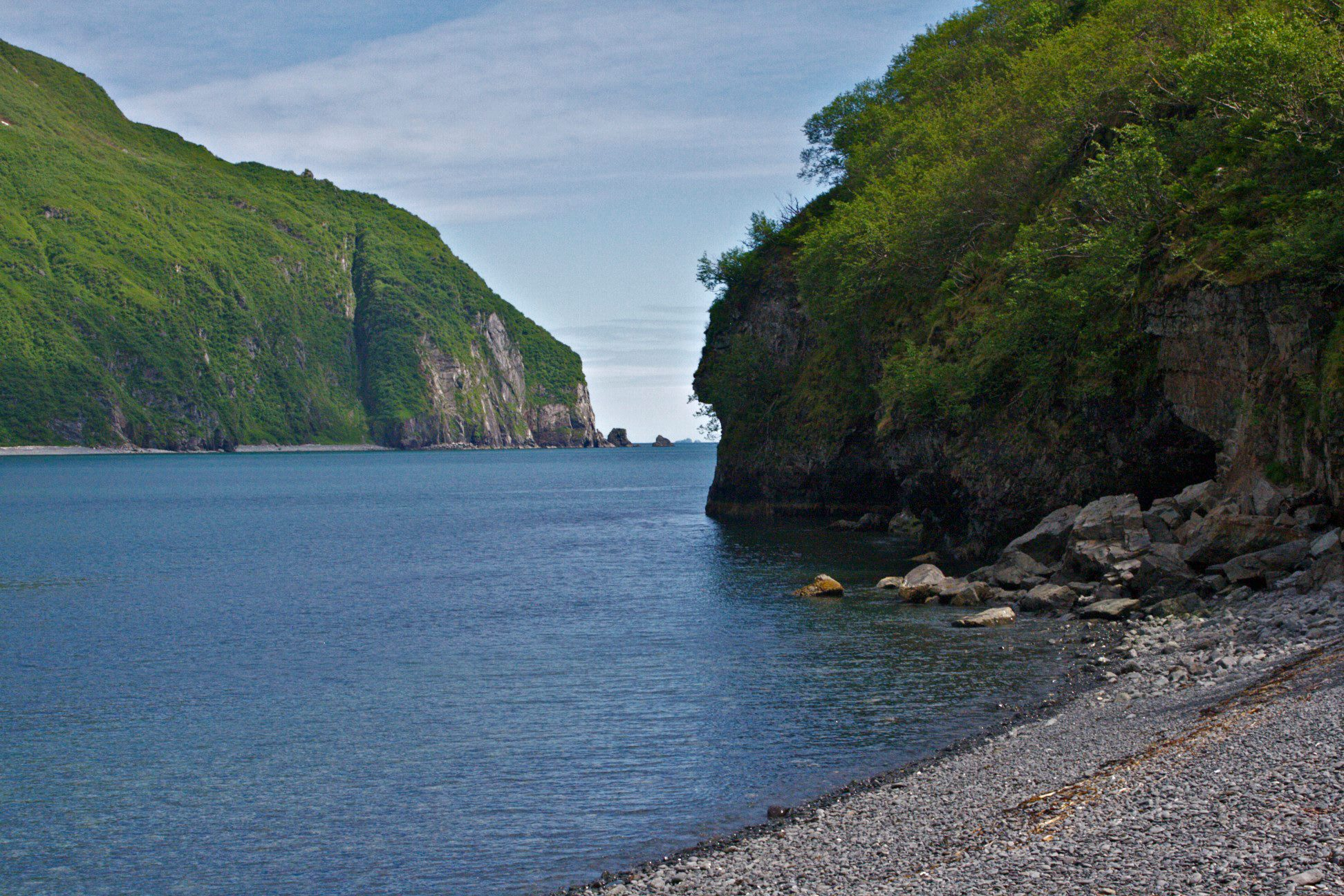
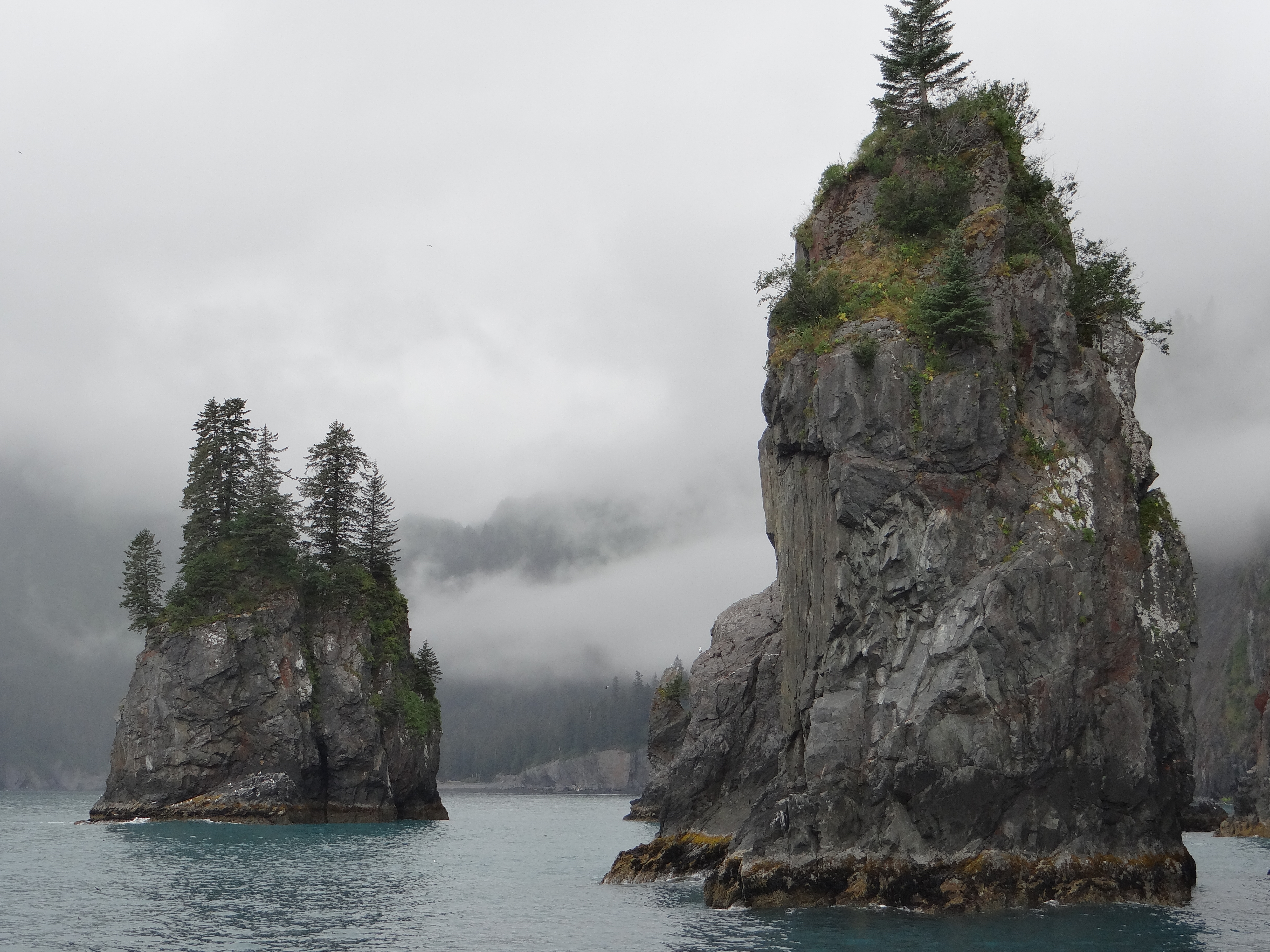
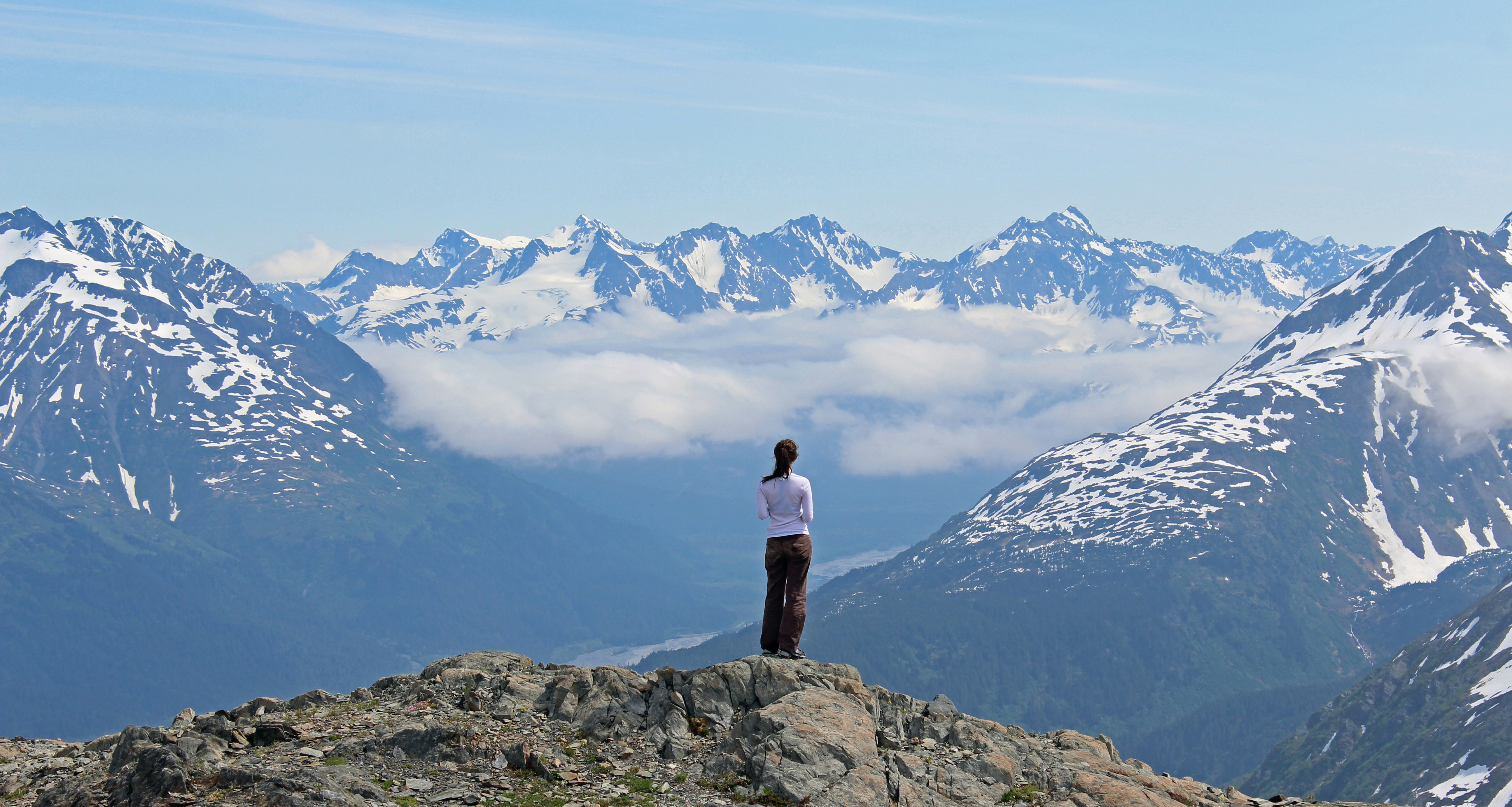
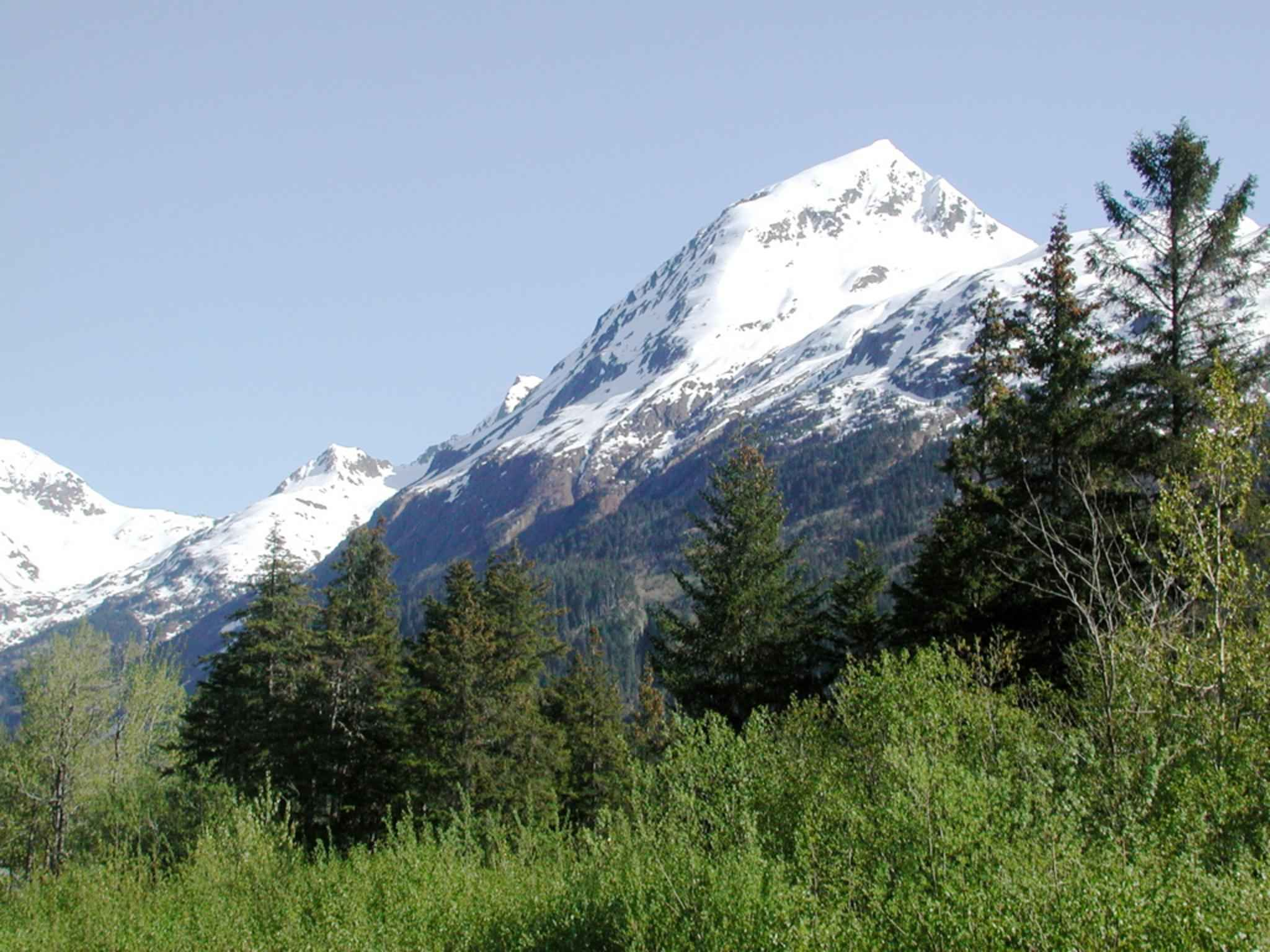
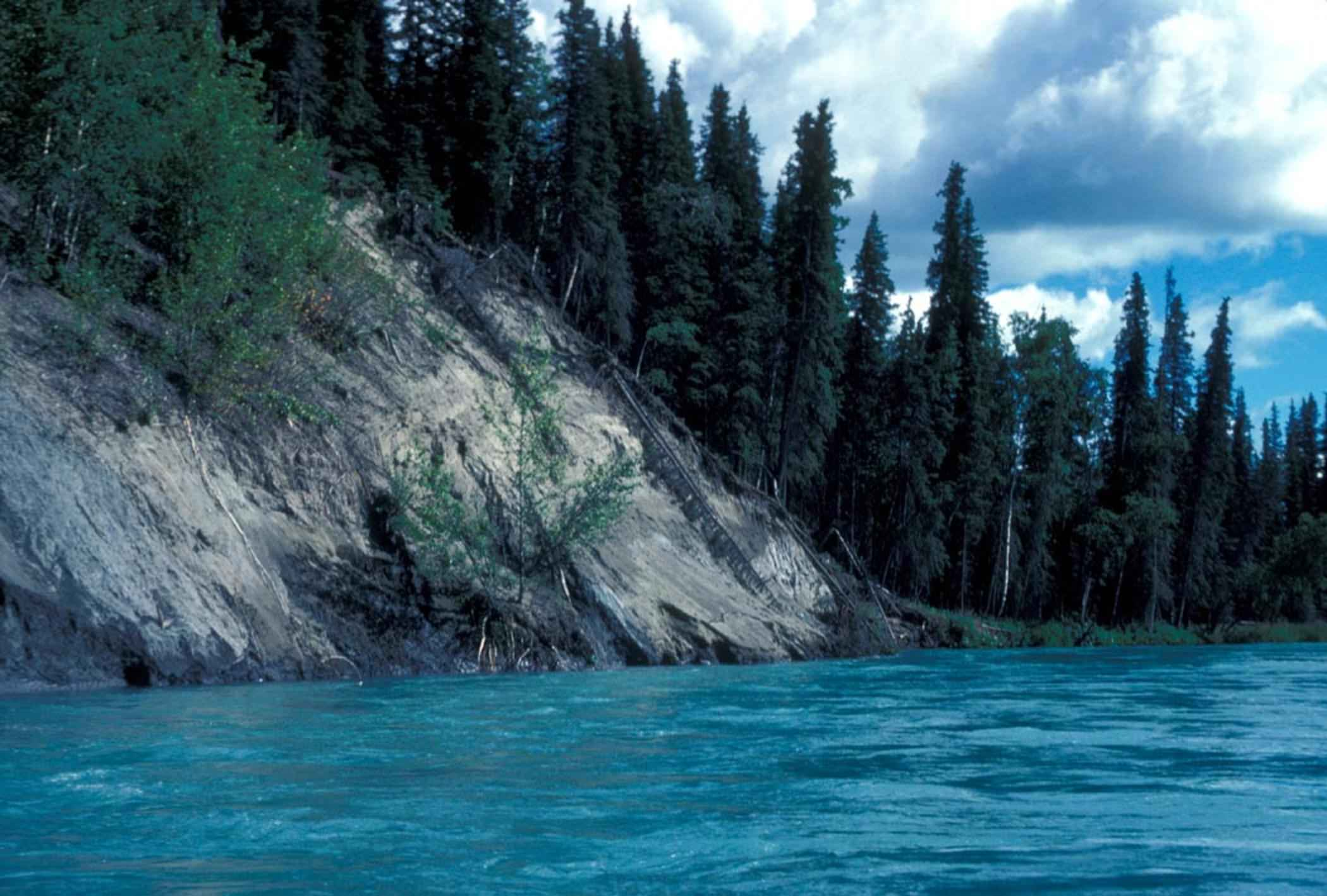
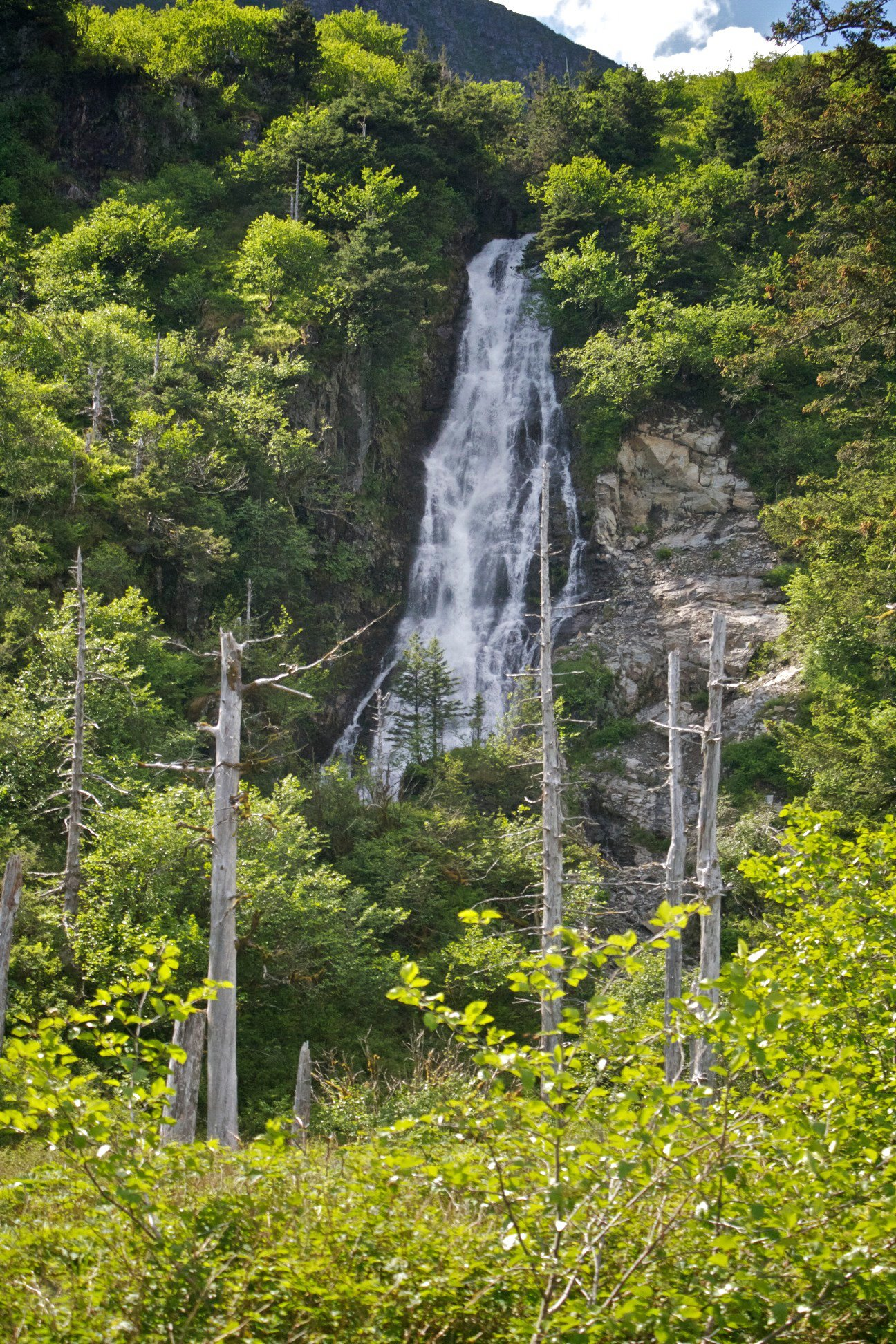

## Alcune immagini

### Ghiacciai del parco

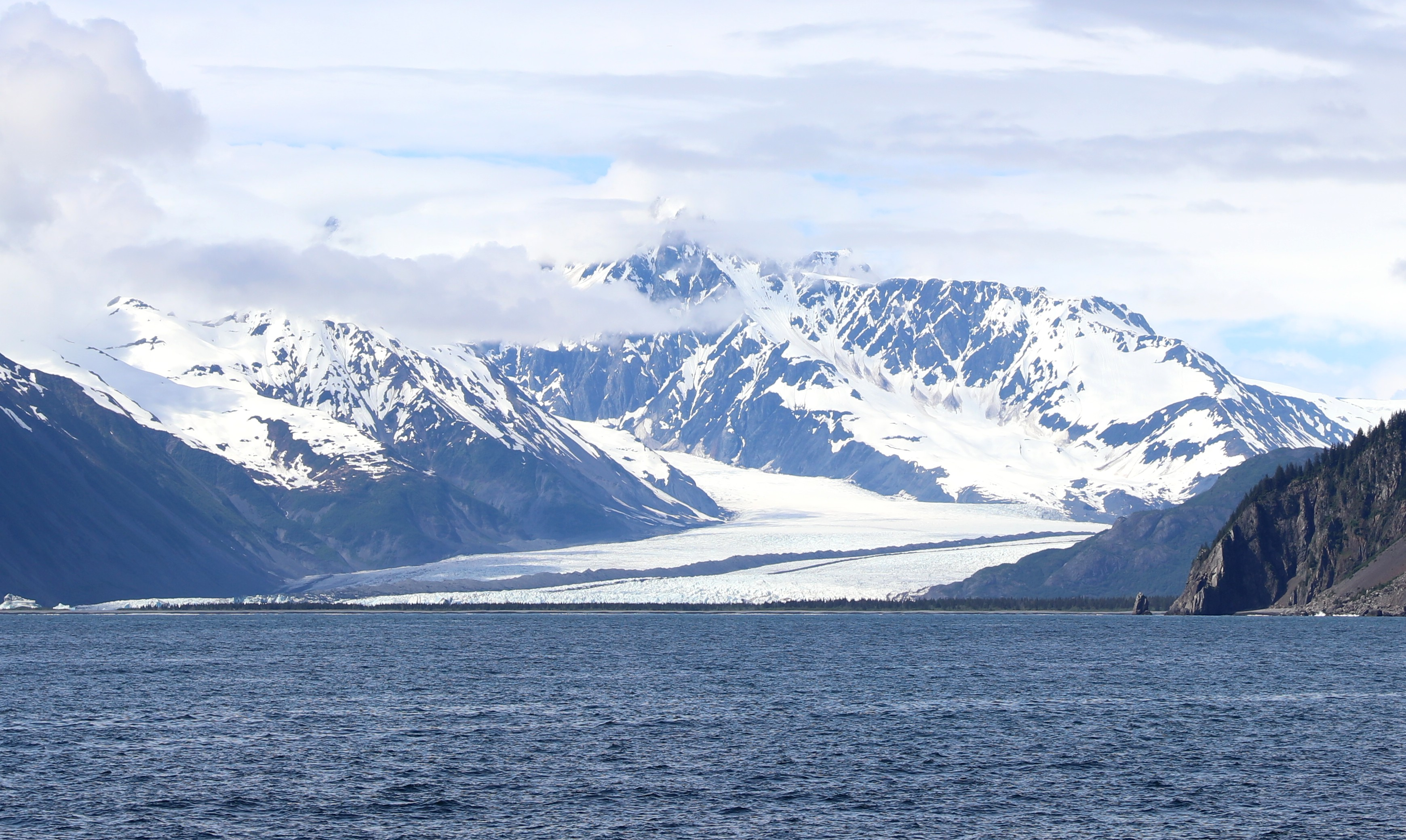
Bear Glacier
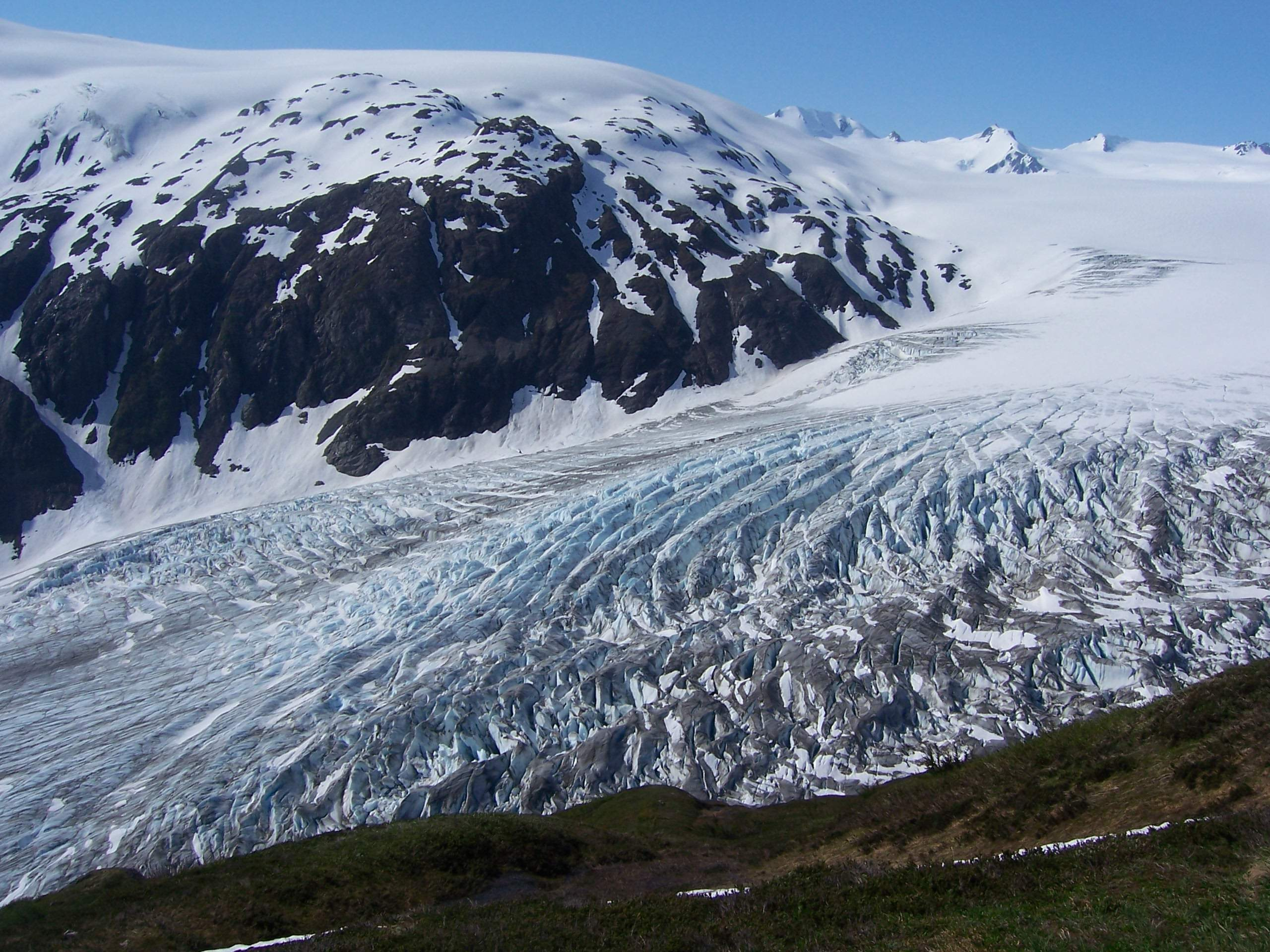
Exit Glacier
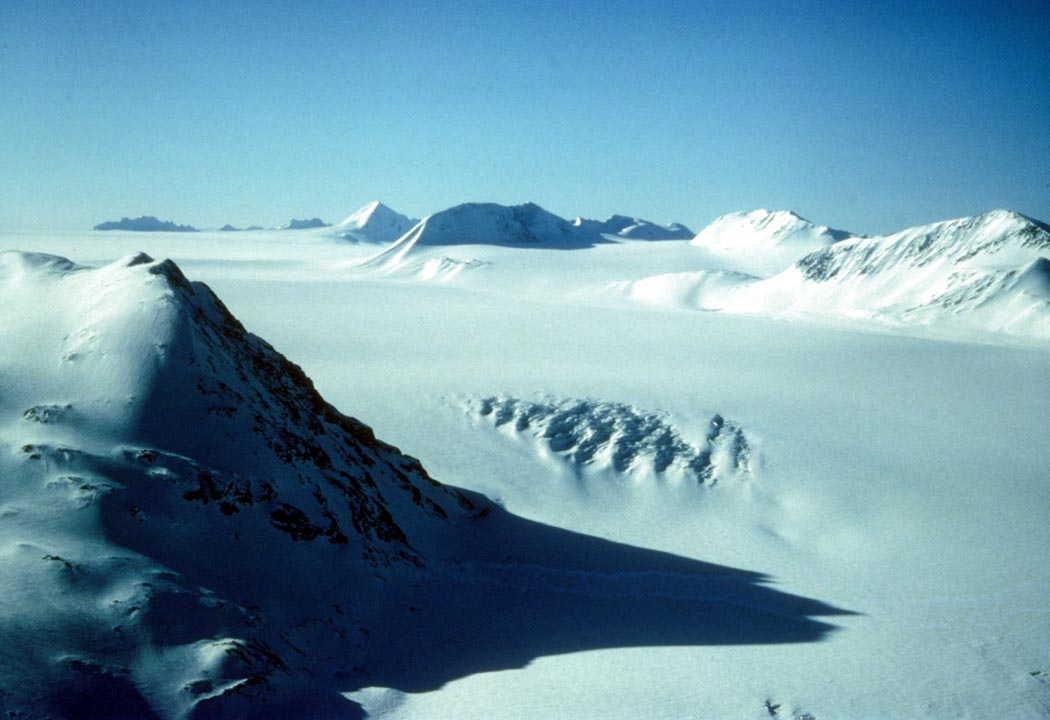
Harding Ice Field
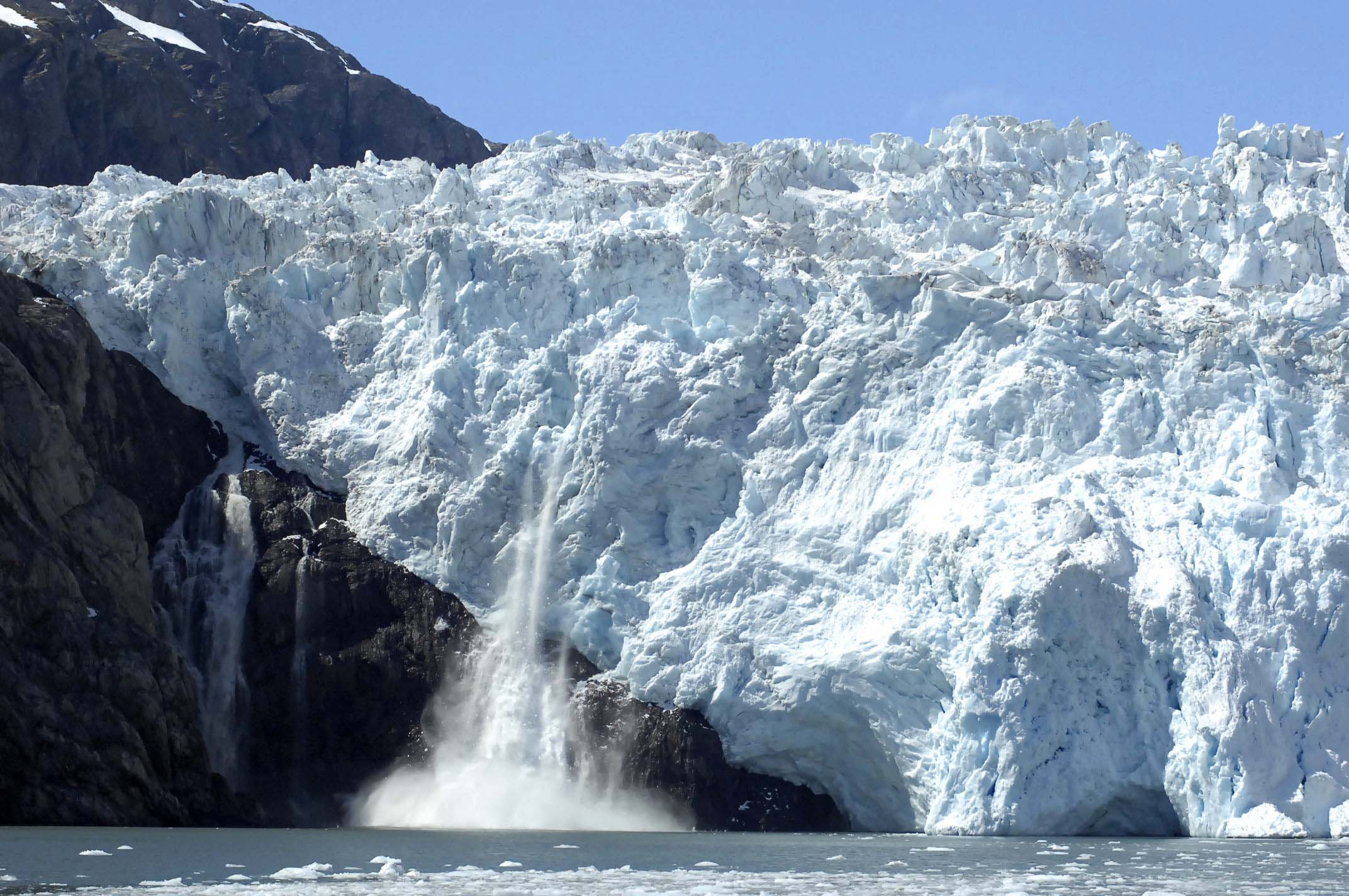
Holgate Glacier
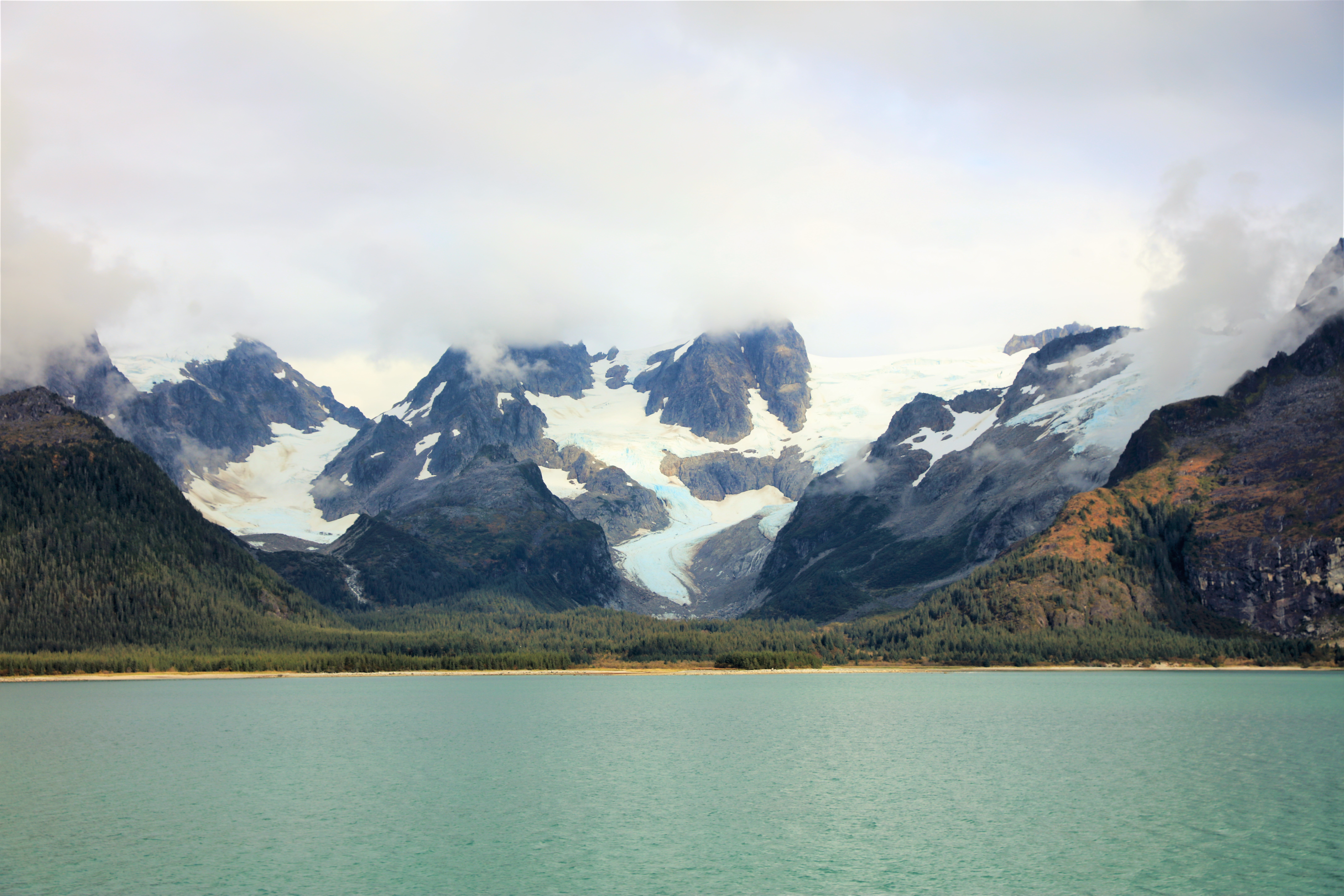
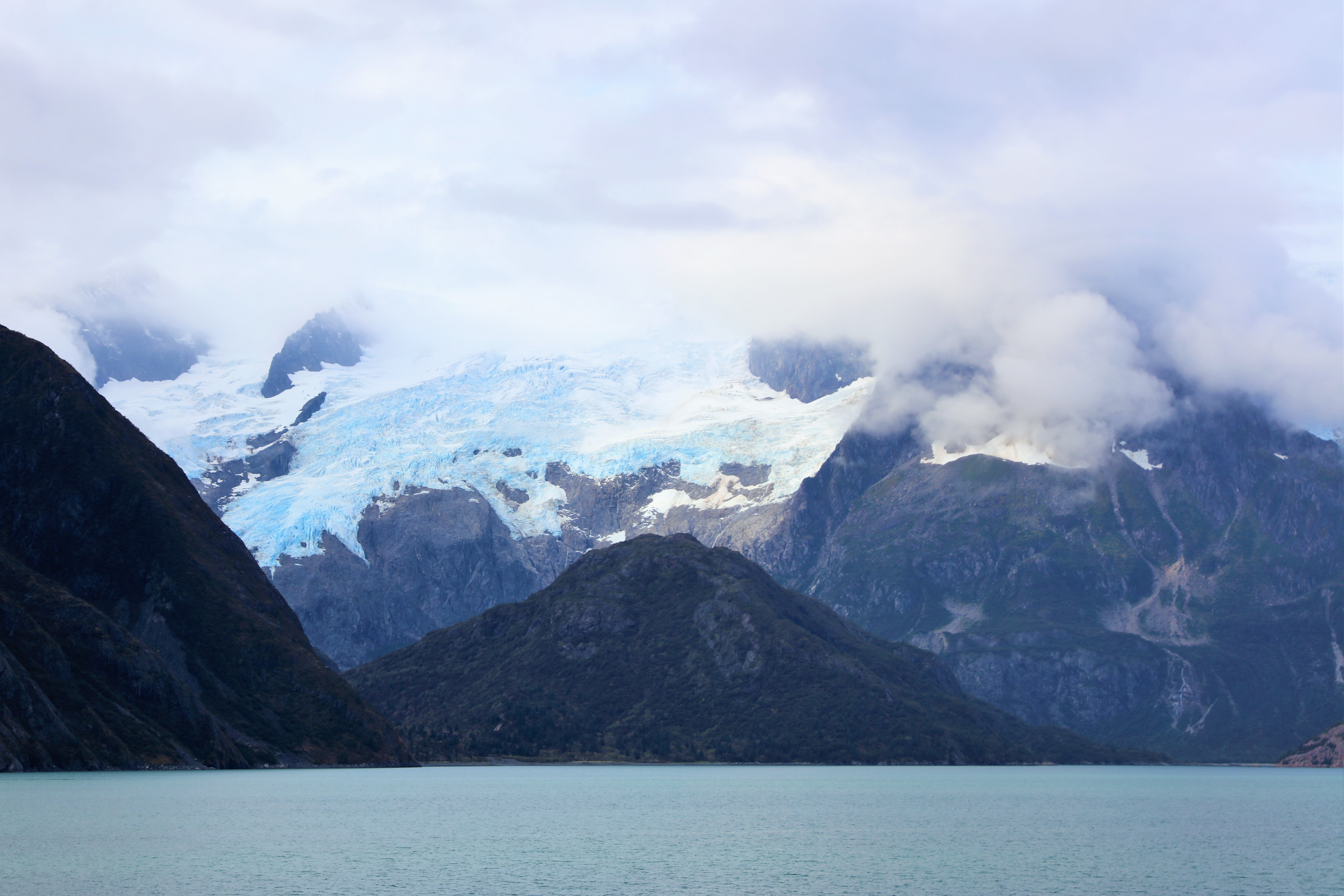
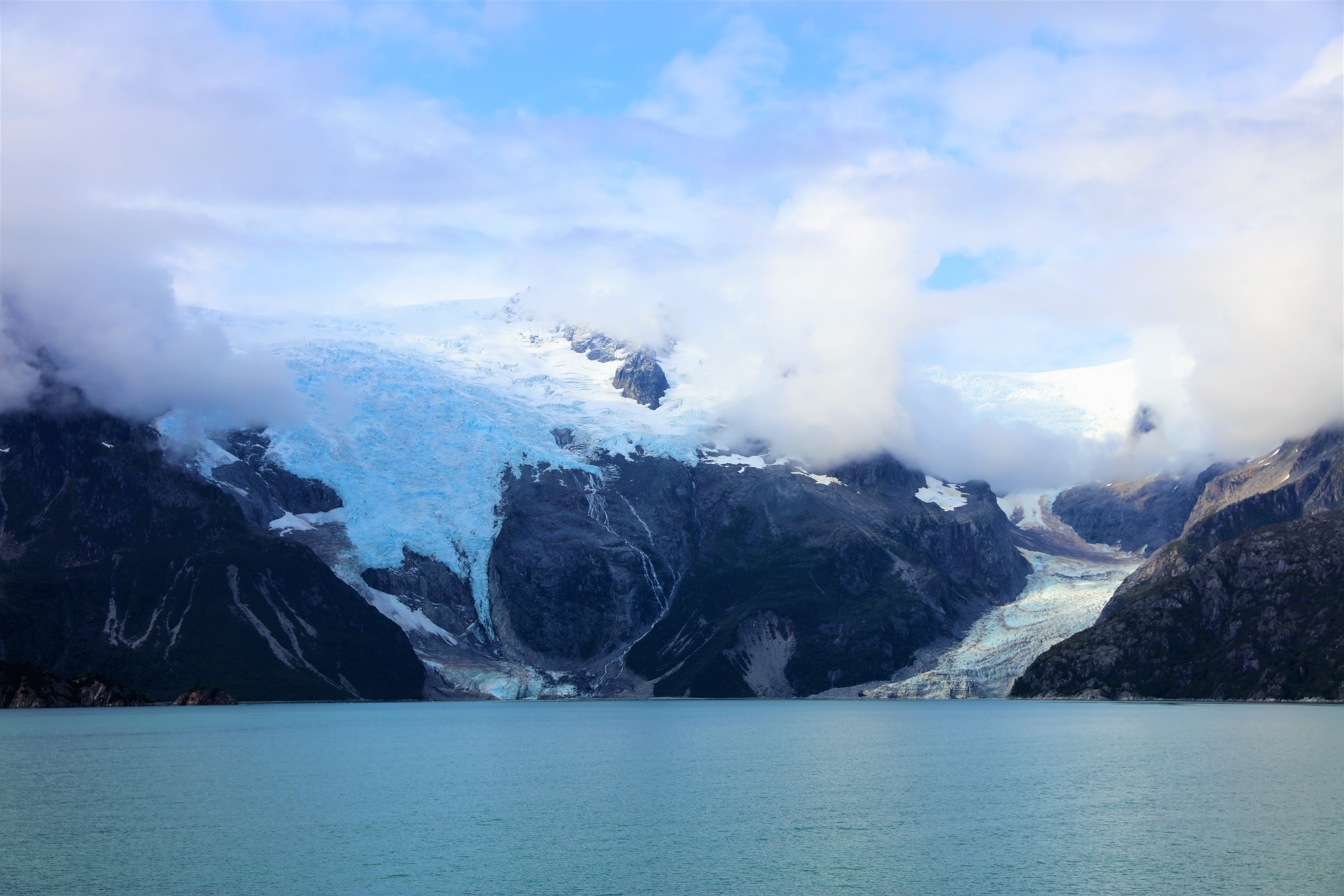
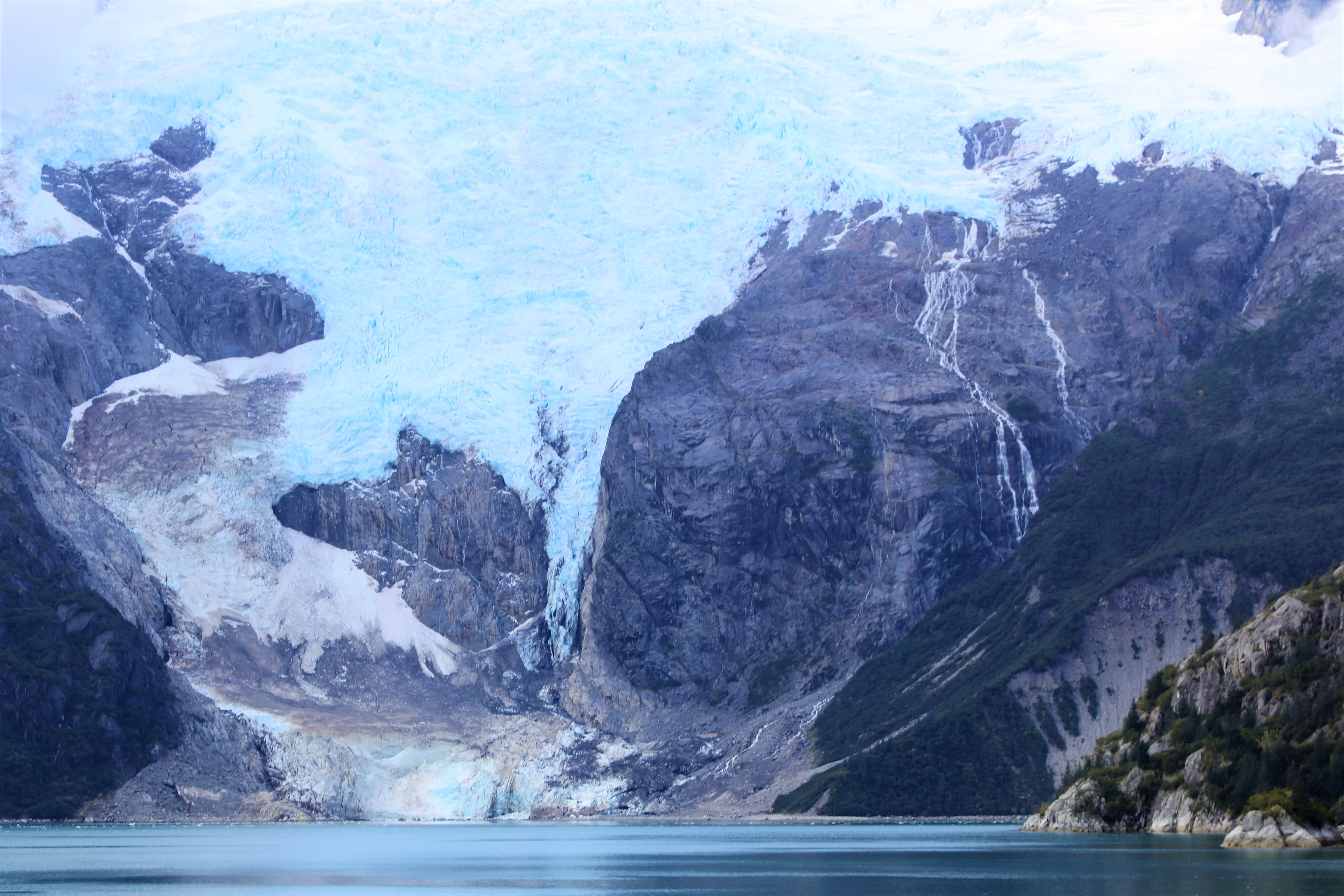
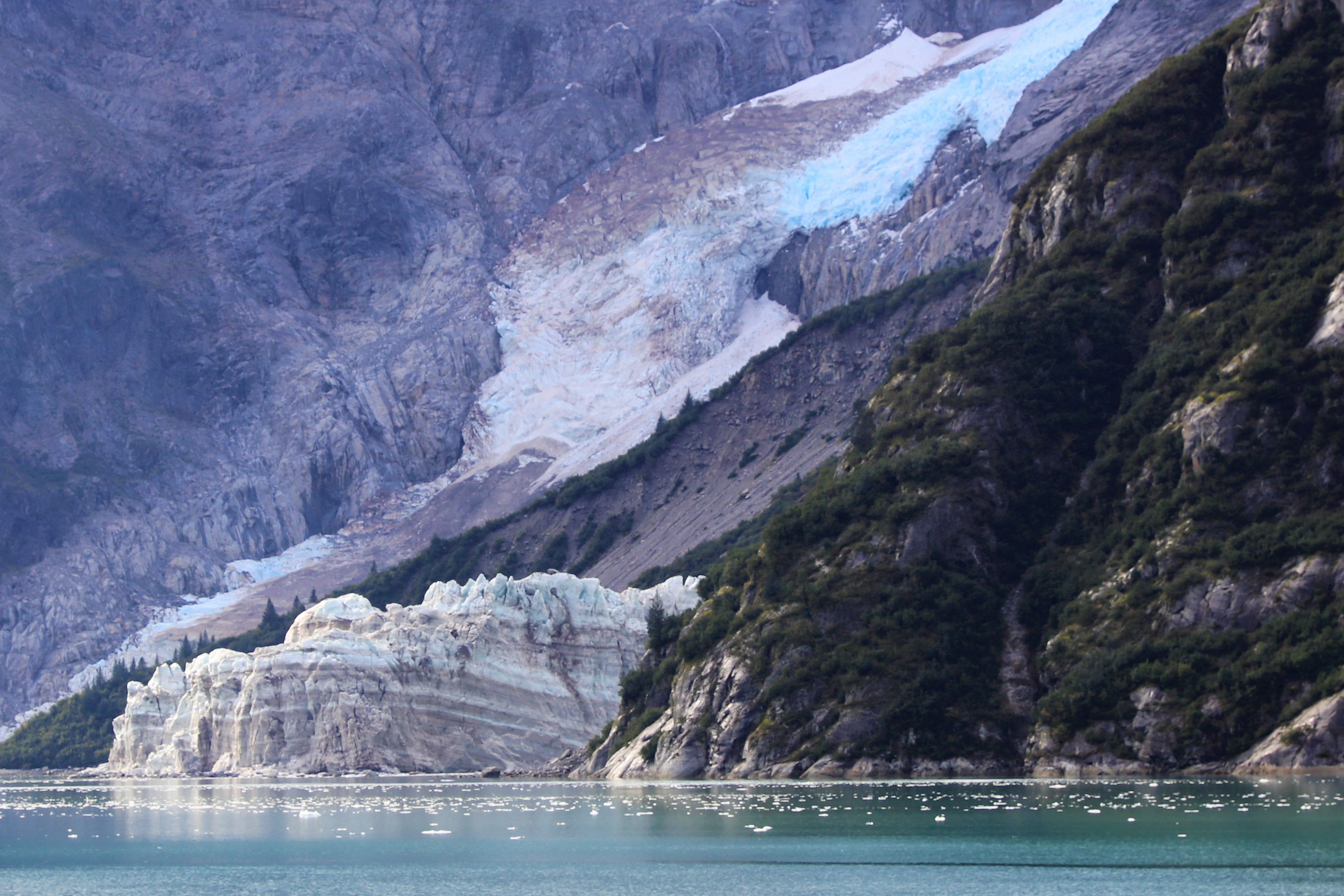

### Fauna

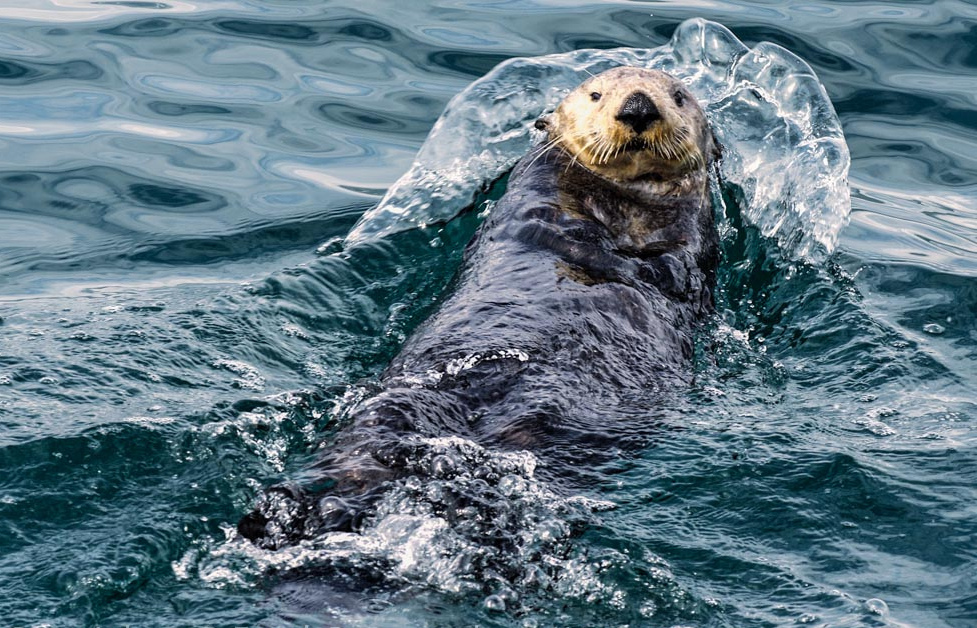
Lontra di mare
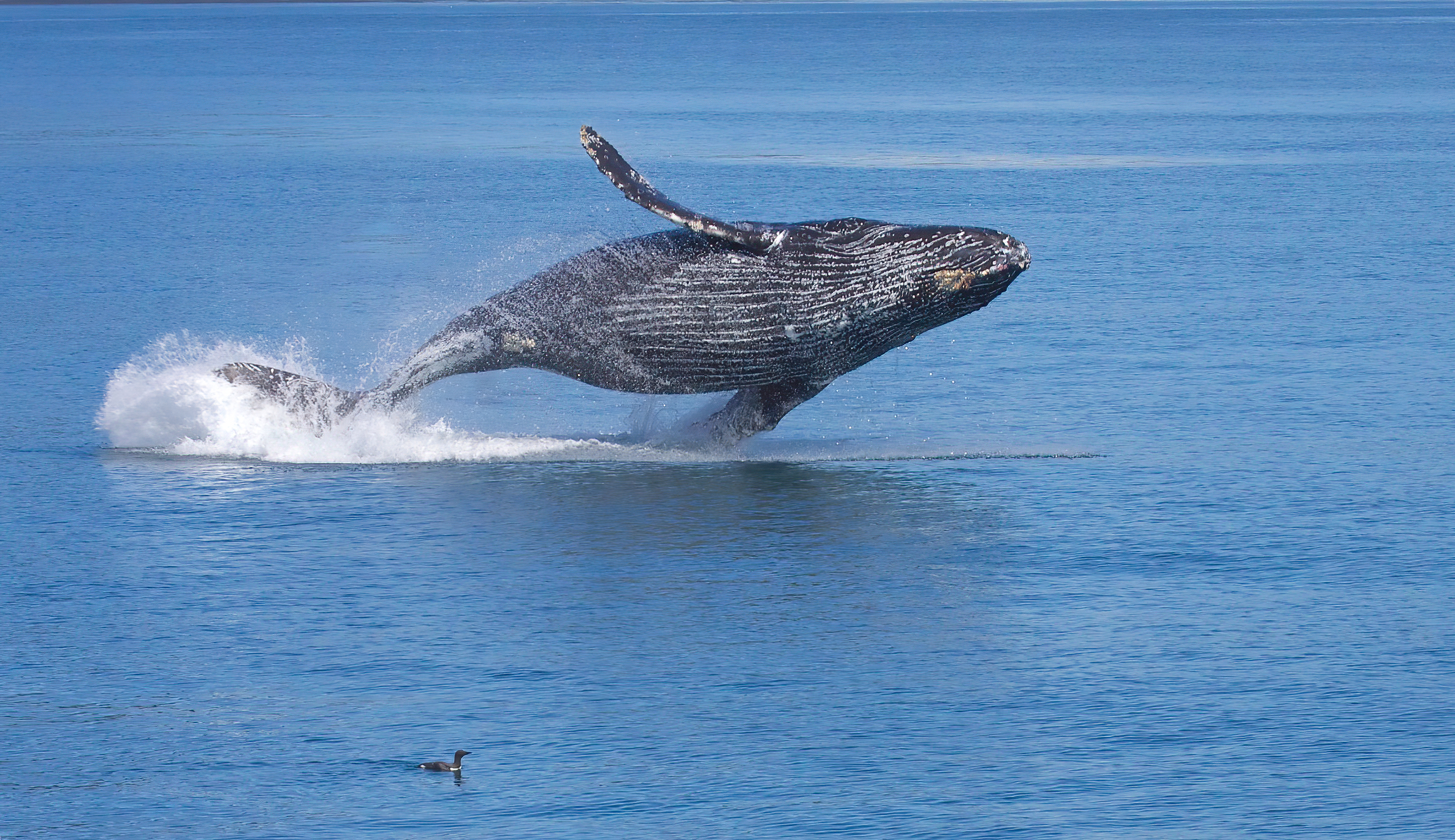
Megattera
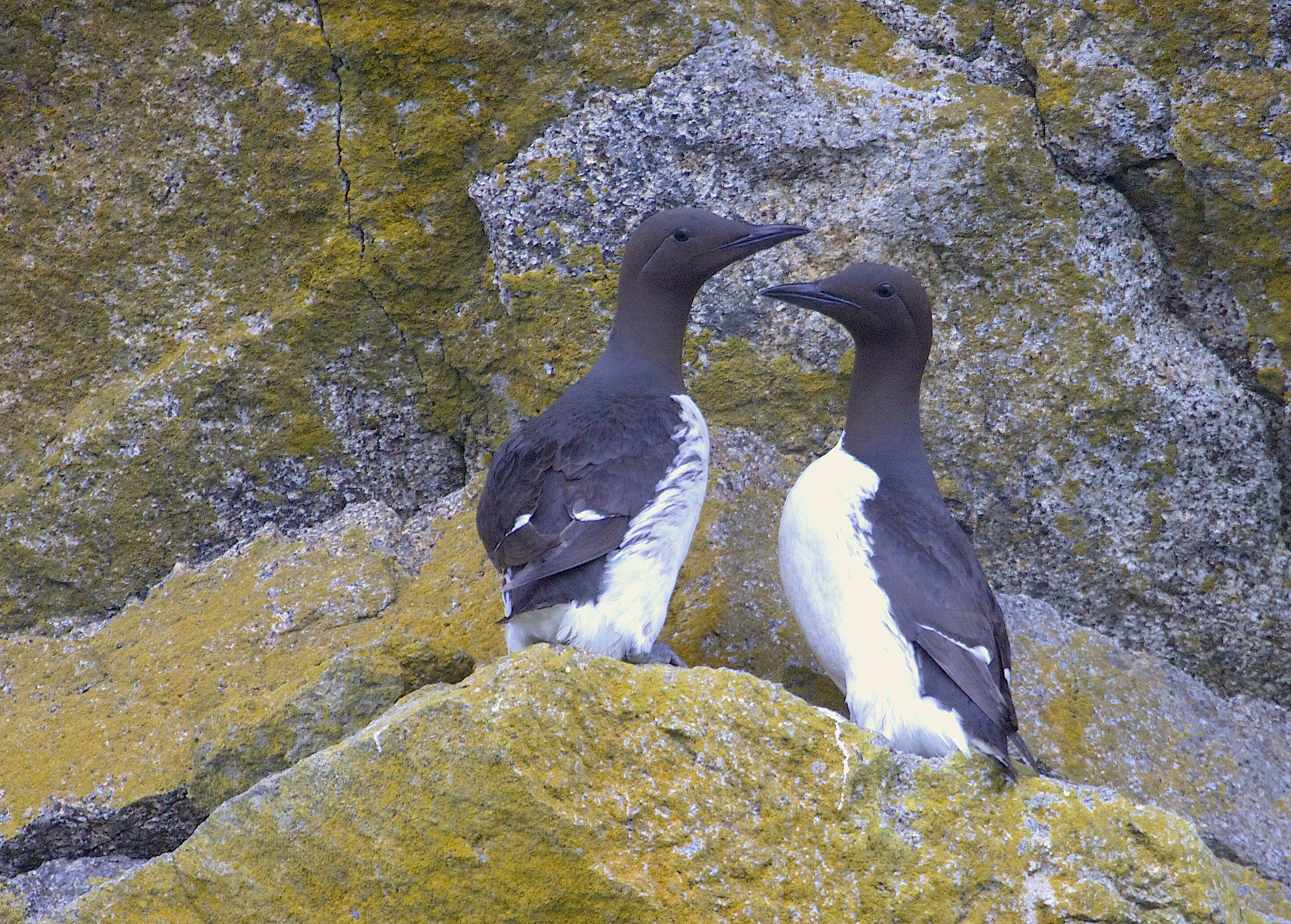
Uria comune
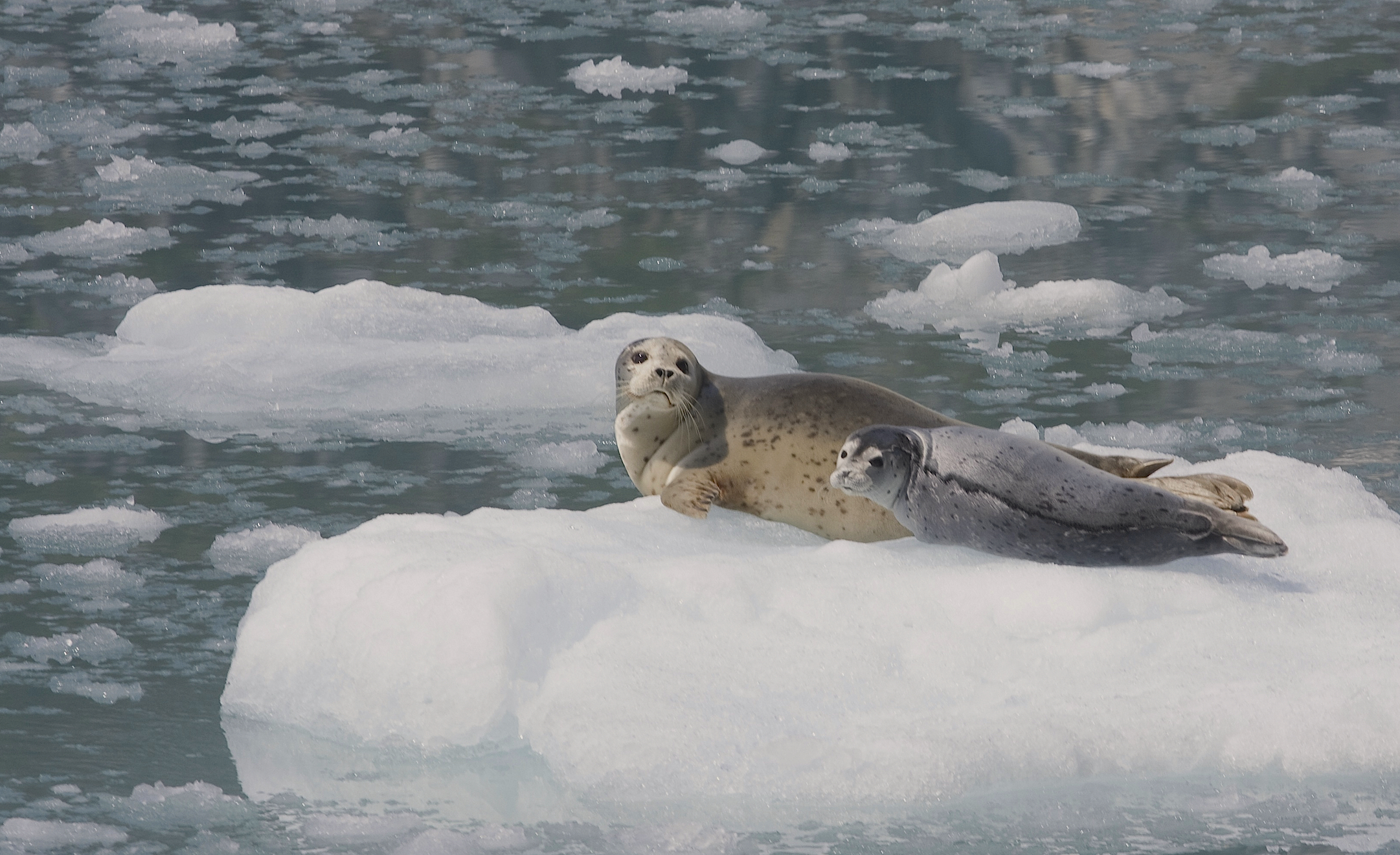
Foca comune
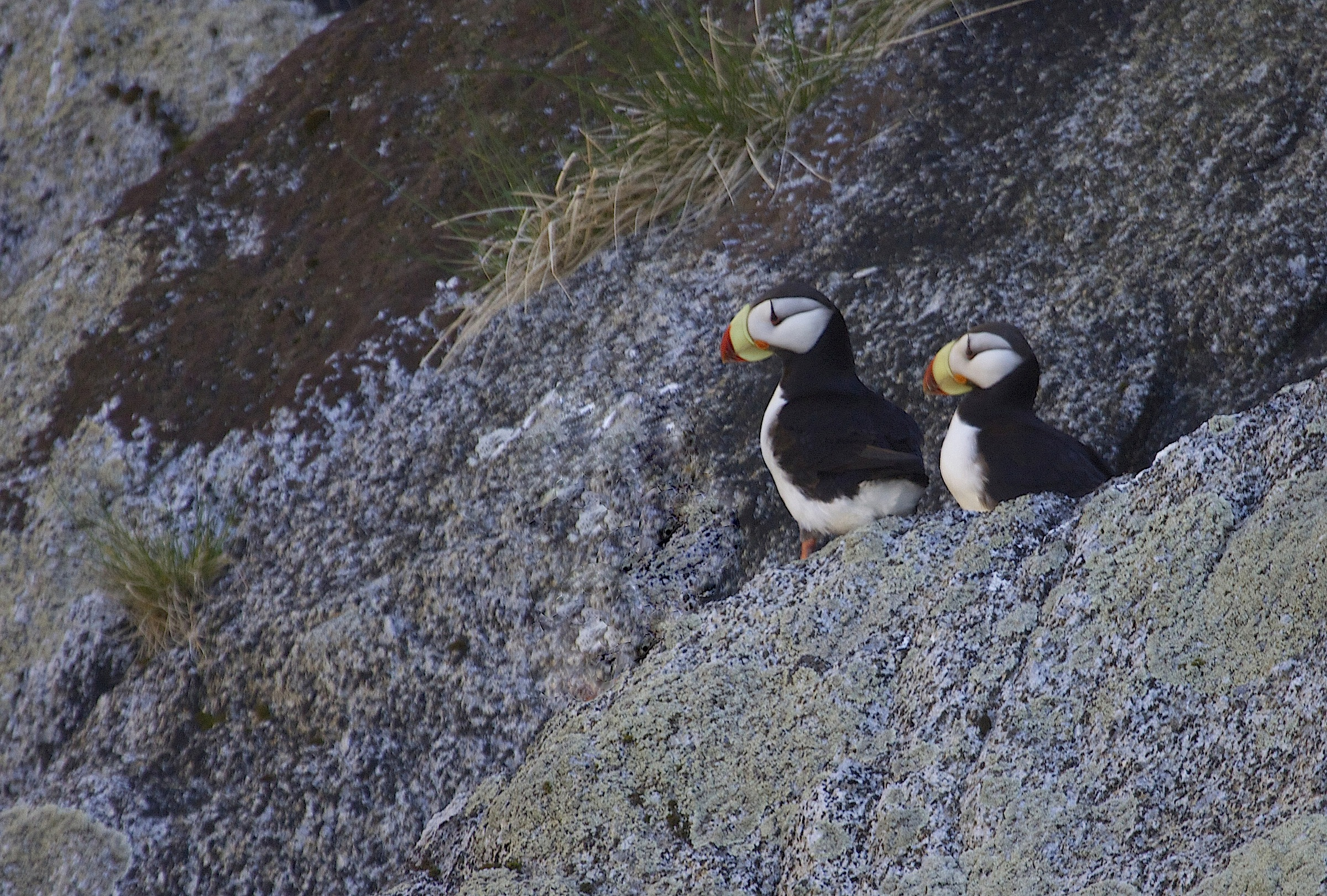
Pulcinella
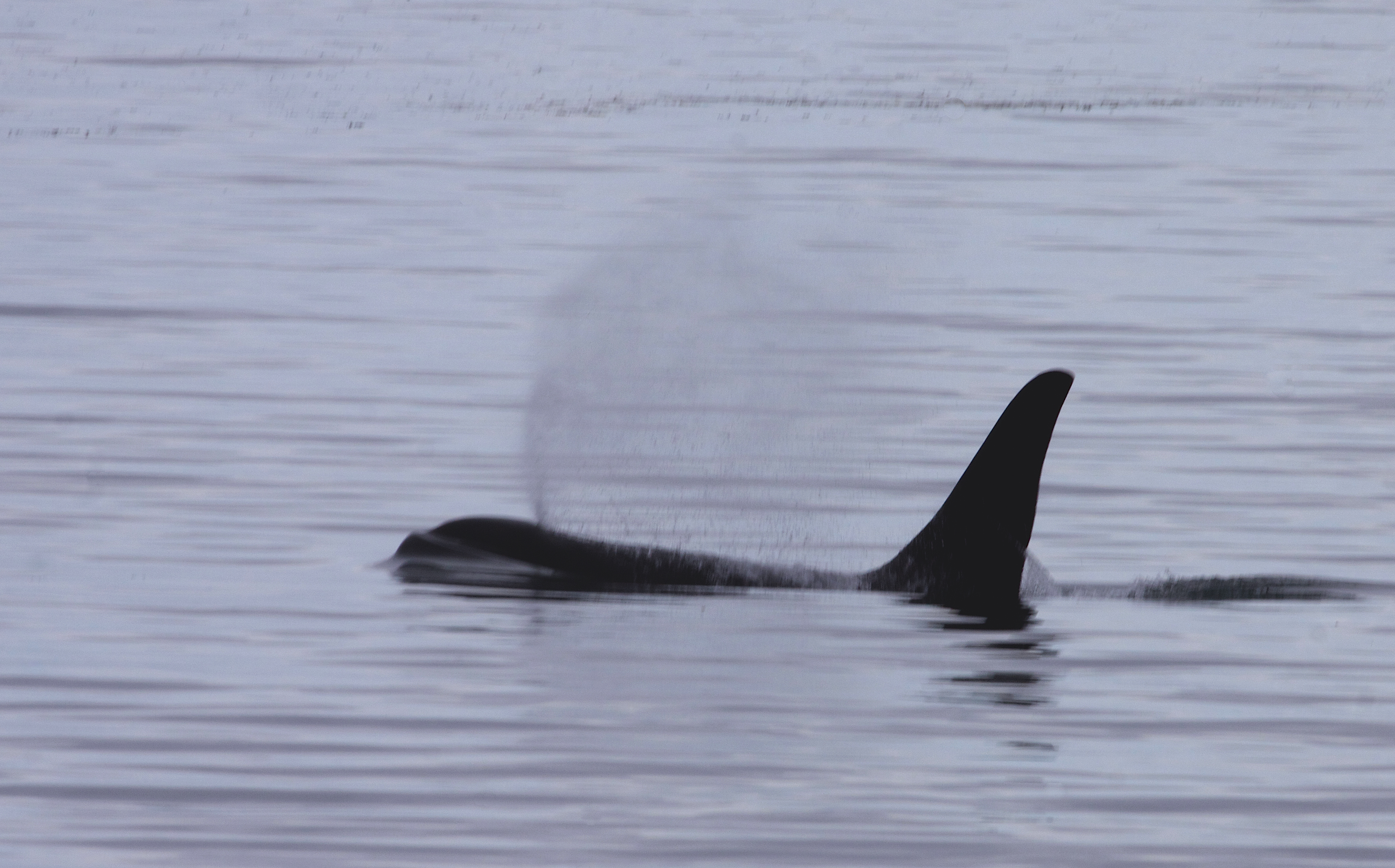
Orca
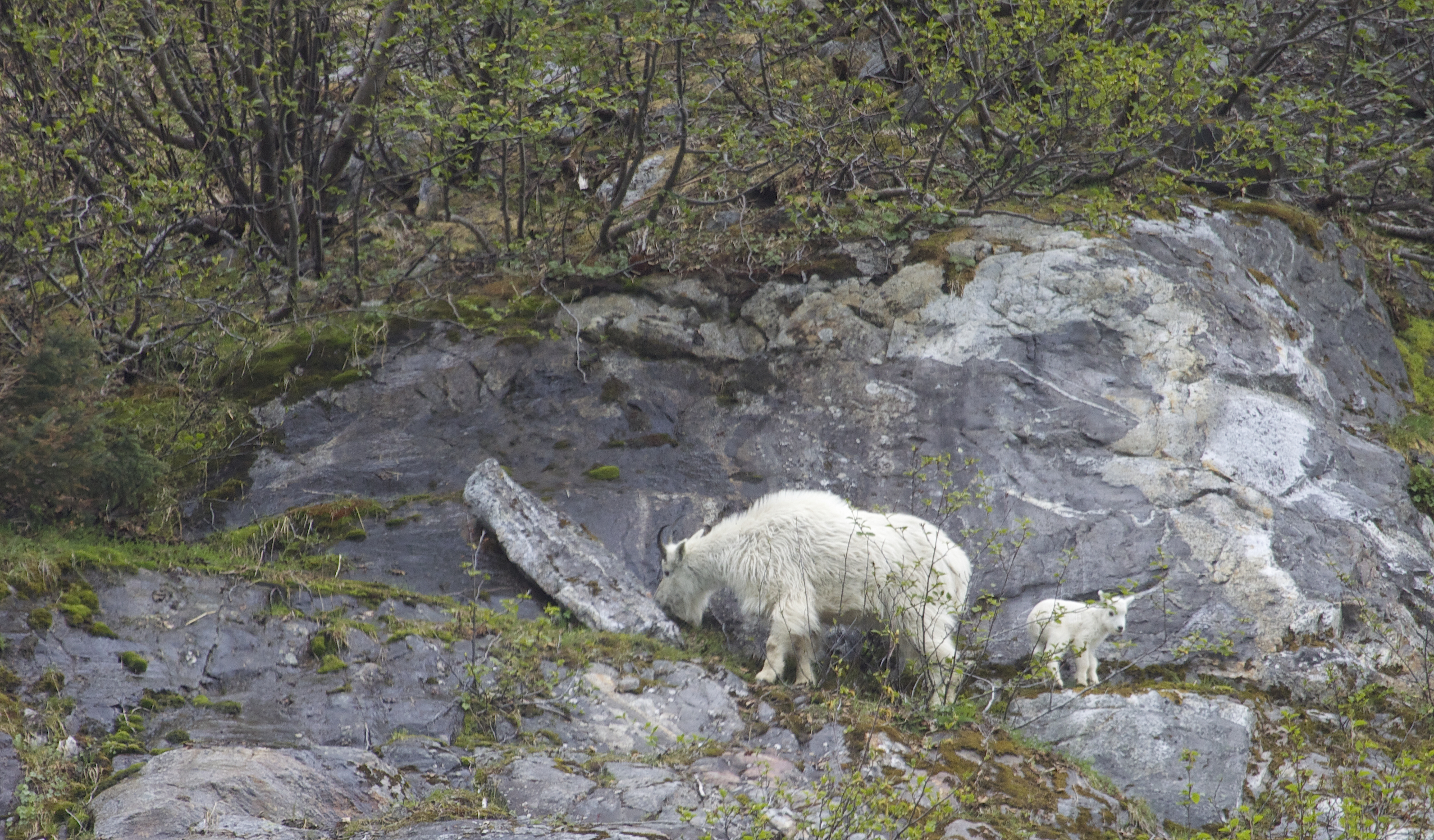
Capra di montagna
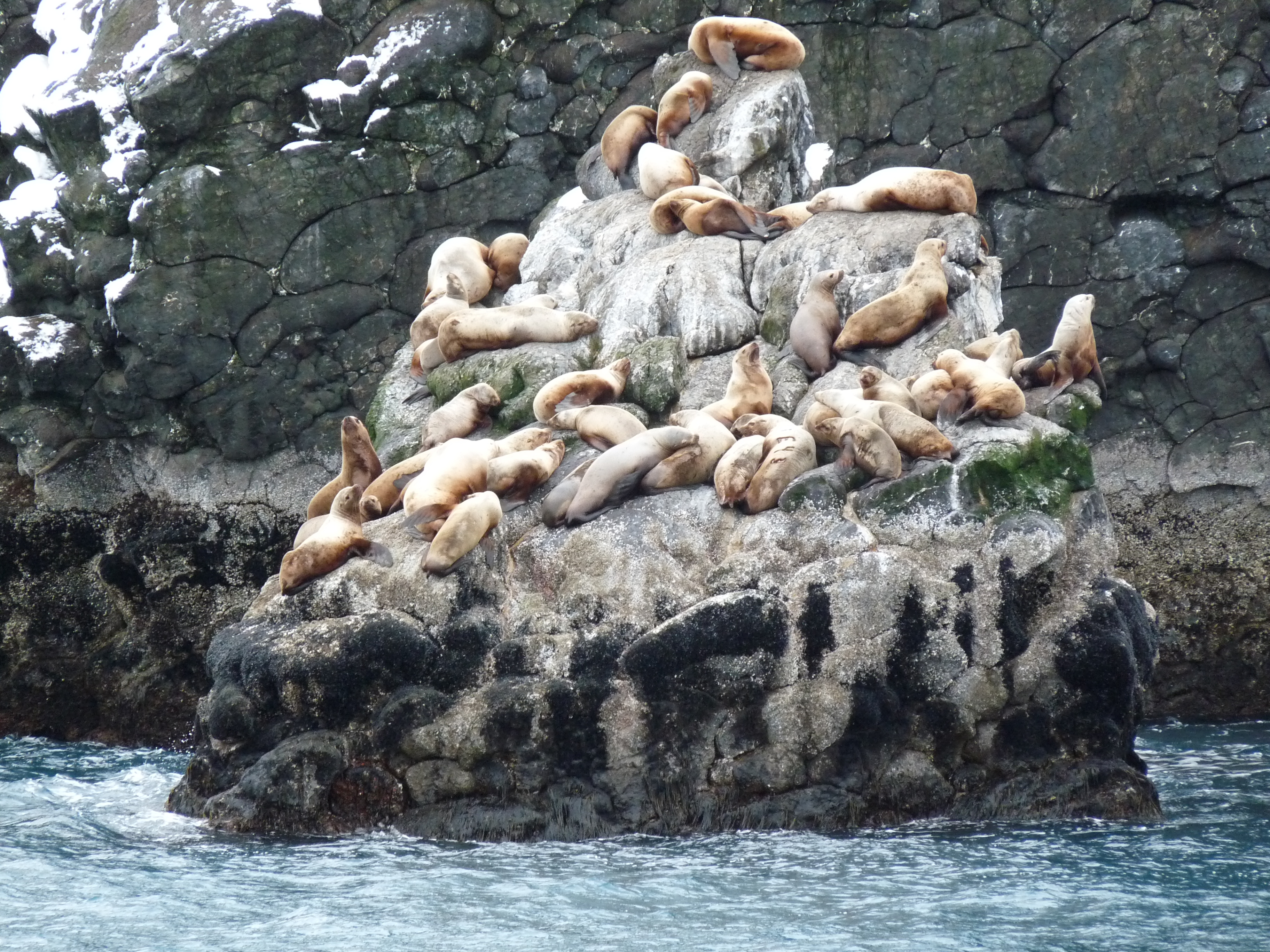
Leoni marini